# The Last Daughter
The Last Daughter és un llargmetratge documental, dirigit per Brenda Matthews i Nathaniel Schmidt, i produït per Simon Williams i Brendon Skinner de Gravity Films. El documental es va estrenar per primera vegada el 30 d'octubre de 2022 al Festival de Cinema d'Adelaide, seguit d'una estrena al públic a Austràlia el 15 de juny de 2023.

## Producció
The Last Daughter va ser produïda per Gravity Films i es va rodar en exteriorss de Queensland, Nova Gal·les del Sud i Austràlia del Sud. La fotografia principal va començar el 28 de febrer de 2022 i va concloure l'1 de juliol de 2022.

## Repartiment
Aquest documental inclou entrevistes i relats de:
- Brenda Matthews
- Mark Matthews
- Brenda Simon (Nan)
- MacOckers
- Connie Ockers

## Llançament
El documental va debutar el 30 d'octubre de 2022 al Festival de Cinema d'Adelaide, on també va rebre el Premi del Públic al Millor Documental.

## Recepció
"The Last Daughter" va rebre ressenyes positives de la crítica. Luke Buckmaster de The Guardian va dir: "The Last Daughter mostra amb gràcia com es poden curar les ferides antigues i com els records llunyans poden tornar al color i al focus".

## Premis i nominacions
Des del seu llançament, "The Last Daughter" ha estat nominada i ha guanyat premis, com ara:
- Premi del públic al millor documental al Festival de Cinema d'Adelaide 2022[2]
- Millor pel·lícula australiana al Gold Coast Film Festival 2023[5]
- Nominat al premi AACTA al millor documental[6]